# فلوريان هارثرز
فلوريان هارثرز (بالألمانية: Florian Hartherz) (29 مايو 1993 بأوفنباخ أم ماين في ألمانيا - ) هو لاعب كرة قدم ألماني في مركز الدفاع. شارك مع منتخب ألمانيا تحت 17 سنة لكرة القدم ومنتخب ألمانيا لكرة القدم تحت 18 سنة ومنتخب ألمانيا تحت 19 سنة لكرة القدم ومنتخب ألمانيا تحت 20 سنة لكرة القدم. أما مع النوادي، فقد لعب مع بادربورن 07 وفيردر بريمن ونادي فولفسبورغ.

## وصلات خارجية
- فلوريان هارثرز على موقع قاعدة بيانات كرة القدم.إي يو (الإنجليزية)
- فلوريان هارثرز على موقع بيانات كرة القدم. دي إي (الألمانية)
- فلوريان هارثرز على موقع Soccerway.com (الإنجليزية)
- فلوريان هارثرز على موقع عالم كرة القدم.نت (الإنجليزية)
- فلوريان هارثرز على موقع AS.com (الإسبانية)